# Daniel Rolland
Pour les articles homonymes, voir Rolland.
Daniel Rolland, né le 27 novembre 1944 à Noyers (Yonne), est un footballeur français devenu entraîneur. Il entraînera pendant plus de 20 ans l'équipe réserve de l'AJ Auxerre tout en dirigeant le centre de formation du club.

## Biographie
Daniel Rolland commence la pratique du football dans sa commune natale puis il joue à Massangis. Il vient ensuite vivre à Auxerre et étudie au lycée Gambetta. Il signe alors en 1960, sa première licence à l'Association de la jeunesse auxerroise. Il obtient un diplôme de géomètre et exerce cette profession jusqu'en 1977. À cette date il prend en charge l'équipe B de l'AJA.
En 1982, l'AJA inaugure son centre de formation. Il est choisi pour le diriger. Sous sa conduite, l'équipe B de l'AJA remporte 4 Coupe Gambardella et de nombreux titres de champion de France dans les divisions inférieures.
À l'issue de la saison 1999-2000, Guy Roux entraîneur de l'AJA quitte ses fonctions. Daniel Rolland est nommé pour lui succéder. Il va donc entraîner l'équipe la plus jeune de Ligue 1 2000-2001. Au bout d'une saison, il ne souhaite plus s'occuper de l'équipe première. Guy Roux retrouve alors son poste et Daniel Rolland est chargé de la supervision des équipes adverses et de la détection de jeunes talents. Il découvre ainsi le futur attaquant international français, Djibril Cissé. Daniel Rolland détient le record de victoires en Coupe Gambardella en tant qu'entraîneur (1982 - 1985 - 1986 - 1993). 

## Palmarès
- 1970 : Vainqueur de la Coupe de l'Yonne
- 1982, 1985, 1986, 1993 : Vainqueur de la Coupe Gambardella
- 1984, 1986, 1988, 1990, 1992 : Champion de France de Division 3
- 1994, 1996 : Champion de France de Nationale 2
- 1999 : Champion de France des réserves Pro